# Vertrau mir
Vertrau mir è un singolo della rapper tedesca Juju, pubblicato il 16 luglio 2020 su etichetta JINX Music.

## Video musicale
Il video musicale, diretto da Chehad Abdallah, è stato reso disponibile il 16 luglio 2020, in concomitanza con l'uscita del brano.

## Tracce
Testi di Judith Wessendorf, musiche di Krutsch.
1. Vertrau mir – 2:20

## Formazione
- Juju – voce
- Krutsch – produzione, mastering

## Classifiche
| Classifica (2020) | Posizione massima |
| ----------------- | ----------------- |
| Austria           | 26                |
| Germania          | 8                 |
| Svizzera          | 71                |